# Cor de l'Any d'Eurovisió
El Cor de l'Any d'Eurovisió (oficialment en anglès: Eurovision Choir of the Year), és un concurs coral televisiu biennal en què hi participen cors representants de les televisions (en la seva majoria públiques) dels països membres de la Unió Europea de Radiodifusió. La primera edició es va celebrar en 2017.

## Participació

Participacions des de 2017:
Hi han participat almenys una vegada
Mai no hi han participat, però són elegibles a fer-ho

Els països aptes per participar són els membres actius (a diferència dels membres associats) de la Unió Europea de Radiodifusió (UER). Els membres actius són aquells països que estiguin dins de l'Àrea de Radiodifusió Europea (que inclou països que no són europeus) o els que pertanyen al Consell d'Europa, sempre que hagin sol·licitat el seu ingrés en la UER i compleixin amb tots els requisits per romandre com a membres actius.

L'Àrea de Radiodifusió Europea està definida per la Unió Internacional de Telecomunicacions de la següent manera:
| « | L'«Àrea de Radiodifusió Europea» està limitada a l'oest pel límit occidental de la Regió 1, a l'est pel meridià 40° Est respecte al de Greenwich i al sud pel paral·lel 30° Nord, incloent la parteix nord d'Aràbia Saudita i la part dels països que voregen amb la mediterrània dins d'aquests límits. Addicionalment, l'Iraq, Jordània i la part del territori de la República Àrab Síria, Turquia i Ucraïna, situat fora dels límits indicats, estan inclosos a l'Àrea de Radiodifusió Europea. | » |

L'Àrea de Radiodifusió Europea inclou territori que no és d'Europa (p.i. els països de l'Àfrica mediterrània).
Els membres actius inclouen organitzacions de difusió les transmissions de la qual estan disponibles (virtualment) per a tota la població del país en què es trobin.
Si un membre actiu de la UER desitja participar, ha de complir amb totes les condicions que exigeixen les regles de la competició (una còpia separada de la mateixa és enviada anualment). Això inclou la necessitat d'haver difós el programa de l'any anterior dins del seu país, i el pagament dels honoraris a la UER abans de la data límit especificada en les normes de la competició per a l'any en què hi participaran.
L'aptitud per participar no està determinada per la inclusió geogràfica dins del continent europeu (malgrat el prefix «Euro» en «Eurovisió»), que no té a veure amb la Unió Europea.
| Any  | Països segons el seu debut                                                             |
| ---- | -------------------------------------------------------------------------------------- |
| 2017 | Alemanya, Àustria, Bèlgica, Dinamarca, · Eslovènia, Estònia, Gal·les, Hongria, Letònia |
| 2019 | Escòcia, Noruega, Suècia, Suïssa                                                       |

| Any  | Països segons es retiren  |
| ---- | ------------------------- |
| 2019 | Àustria, Estònia, Hongria |

## Normes
Els cors dels països participants competeixen pel títol del Cor de l'Any d'Eurovisió, i els premis inclouen un contracte d'enregistrament per al cor guanyador. Cada cor interpreta un conjunt no acompanyat de sis minuts i de qualsevol gènere i és jutjat per un jurat d'alt nivell.

## Seus
| Any  | País    | Ciutat   | Lloc         | Radiodifusora | Participants |
| ---- | ------- | -------- | ------------ | ------------- | ------------ |
| 2017 | Letònia | Riga     | Arena Riga   | LTV           | 9            |
| 2019 | Suècia  | Göteborg | Scandinavium | SVT           | 10           |

## Països guanyadors
| Victòries | País | Any/s |
| --------- | ---- | ----- |
| 1         |      |       |
| Dinamarca | 2019 |       |
| Eslovènia | 2017 |       |

## Altres
- Festival de la Cançó d'Eurovisió
- Festival de la Cançó d'Eurovisió Júnior
- Festival d'Eurovisió de Joves Ballarins